# Marvin Williams
Marvin Gaye Williams, Jr. (Bremerton, Washington, 19 de junho de 1986), conhecido simplesmente por Marvin Williams, é um jogador profissional de basquetebol norte-americano que atualmente defende a equipe do Milwaukee Bucks na National Basketball Association (NBA).

## Estatísticas

### Temporada regular
| Ano     | Equipe    | PJ  | PT  | MPP  | %TC  | %3P  | %TL  | RPP | APP | ROB | TPP | PPP  |
| ------- | --------- | --- | --- | ---- | ---- | ---- | ---- | --- | --- | --- | --- | ---- |
| 2005-06 | Atlanta   | 79  | 7   | 24.7 | .443 | .245 | .747 | 4.8 | .8  | .6  | .3  | 8.5  |
| 2006-07 | Atlanta   | 64  | 63  | 34.0 | .433 | .244 | .815 | 5.3 | 1.9 | .8  | .5  | 13.1 |
| 2007-08 | Atlanta   | 80  | 80  | 34.6 | .462 | .100 | .822 | 5.7 | 1.7 | 1.0 | .4  | 14.8 |
| 2008-09 | Atlanta   | 61  | 59  | 34.3 | .458 | .355 | .806 | 6.3 | 1.3 | .9  | .6  | 13.9 |
| 2009-10 | Atlanta   | 81  | 81  | 30.4 | .455 | .303 | .819 | 5.1 | 1.1 | .8  | .6  | 10.1 |
| 2010-11 | Atlanta   | 65  | 52  | 28.7 | .458 | .336 | .845 | 4.8 | 1.4 | .5  | .4  | 10.4 |
| 2011-12 | Atlanta   | 57  | 37  | 26.3 | .432 | .389 | .788 | 5.2 | 1.2 | .8  | .3  | 10.2 |
| 2012-13 | Utah      | 73  | 51  | 23.7 | .423 | .325 | .778 | 3.6 | 1.1 | .5  | .5  | 7.2  |
| 2013-14 | Utah      | 66  | 50  | 25.4 | .439 | .359 | .781 | 5.1 | 1.2 | .8  | .5  | 9.1  |
| 2014-15 | Charlotte | 78  | 37  | 26.1 | .424 | .358 | .713 | 4.9 | 1.3 | .9  | .5  | 7.4  |
| 2015-16 | Charlotte | 81  | 81  | 28.9 | .452 | .402 | .833 | 6.4 | 1.4 | .7  | 1.0 | 11.7 |
| Total   |           | 785 | 598 | 28.8 | .446 | .354 | .802 | 5.2 | 1.3 | .8  | .5  | 10.5 |

### Playoffs
| Ano   | Equipe    | PJ | PT | MPP  | %TC  | %3P  | %TL  | RPP | APP | ROB | TPP | PPP  |
| ----- | --------- | -- | -- | ---- | ---- | ---- | ---- | --- | --- | --- | --- | ---- |
| 2008  | Atlanta   | 7  | 7  | 28.4 | .414 | .000 | .889 | 4.0 | .7  | .3  | .4  | 11.4 |
| 2009  | Atlanta   | 6  | 3  | 16.2 | .345 | .167 | .692 | 1.5 | 1.0 | .8  | .3  | 5.0  |
| 2010  | Atlanta   | 11 | 11 | 31.4 | .392 | .500 | .906 | 5.7 | .7  | .6  | .5  | 8.4  |
| 2011  | Atlanta   | 12 | 3  | 18.0 | .393 | .273 | .769 | 2.3 | .5  | .8  | .6  | 4.8  |
| 2012  | Atlanta   | 6  | 3  | 24.2 | .356 | .500 | .778 | 5.5 | .8  | .5  | .3  | 7.8  |
| 2016  | Charlotte | 7  | 7  | 32.6 | .275 | .353 | .500 | 6.9 | .9  | .9  | .4  | 5.1  |
| Total |           | 49 | 34 | 25.1 | .368 | .365 | .832 | 4.2 | .7  | .6  | .4  | 7.0  |